# Rudi & Trudi
Rudi & Trudi ist eine deutsch-britische Zeichentrickserie aus dem Jahr 2006. Sie ist ein Ableger der Serie Siebenstein.

## Handlung
Die Serie dreht sich um die Abenteuer des Raben Rudi (Manuel Straube) und der Katze Trudi (Leonie Kristin Oeffinger). In jeder Folge entdecken sie einen neuen Ort. Rudi ist dabei als Rabe stets auf der Suche nach glitzernden Gegenständen und Leckereien. Dies führt allerdings häufiger zu schwierigen Situationen. Trudi hingegen ist gepflegt, wasserscheu und versucht klug zu handeln. So helfen sie sich meist gegenseitig und arbeiten als Team zusammen.

## Produktion und Veröffentlichung
Die Serie entstand im Jahr 2006 in deutsch-britischer Kooperation als Ableger der Siebenstein, in der bereits der freche und dreiste Rabe Rudi auftaucht. Dabei wurden 26 Folgen mit einer durchschnittlichen Länge von jeweils 10 Minuten produziert. Regie führte Alan Simpson. Die Produktion übernahmen Telemagination, die TV-Loonland AG und ZDF Enterprises im Auftrag des ZDF.
Die Serie wurde erstmals am 25. Dezember 2006 im KI.KA ausgestrahlt. Weitere Ausstrahlungen erfolgten auch im ZDF.

## Episodenliste
| Folgen-Nr. | deutscher Titel          | Erstausstrahlung  |
| 1          | Es stinkt                | 25. Dezember 2006 |
| 2          | Im falschen Nest         | 26. Dezember 2006 |
| 3          | Alles Käse               | 27. Dezember 2006 |
| 4          | Der magische Dreizack    | 28. Dezember 2006 |
| 5          | Im Land der Katzengöttin | 29. Dezember 2006 |
| 6          | Süßigkeiten              | 30. Dezember 2006 |
| 7          | Helden wie wir           | 31. Dezember 2006 |
| 8          | König Rudi               | 1. Januar 2007    |
| 9          | In der Roboterstadt      | 2. Januar 2007    |
| 10         | Babysitter               | 3. Januar 2007    |
| 11         | Über den Wolken          | 4. Januar 2007    |
| 12         | Die Dschungelbande       | 5. Januar 2007    |
| 13         | Tief in der Erde         | 6. Januar 2007    |
| 14         | Piraten ahoi             | 7. Januar 2007    |
| 15         | Die Krone aus Eis        | 8. Januar 2007    |
| 16         | Jeden Tag Geburtstag     | 9. Januar 2007    |
| 17         | Fliegende Teppiche       | 10. Januar 2007   |
| 18         | Der Wasserfall           | 11. Januar 2007   |
| 19         | Die Glücksbringer        | 12. Januar 2007   |
| 20         | Die Dinosaurier-Insel    | 13. Januar 2007   |
| 21         | Unterm Regenbogen        | 14. Januar 2007   |
| 22         | Prinzessin Wendys Party  | 15. Januar 2007   |
| 23         | Im Bauch des Wals        | 16. Januar 2007   |
| 24         | Die verschlossene Tür    | 17. Januar 2007   |
| 25         | Haus voller Gespenster   | 18. Januar 2007   |
| 26         | Rettungsflug im Weltraum | 19. Januar 2007   |